# Svartbrun brunbagge
Svartbrun brunbagge (Phloiotrya rufipes) är en skalbaggsart som först beskrevs av Leonard Gyllenhaal 1810.  Svartbrun brunbagge ingår i släktet Phloiotrya, och familjen brunbaggar. Enligt den finländska rödlistan är arten nära hotad i Finland. Enligt den svenska rödlistan är arten nära hotad i Sverige. Arten förekommer i Götaland, Gotland, Öland, Svealand och Nedre Norrland. Artens livsmiljö är naturlundskogar.